# Permeation
Unter Permeation (lateinisch permeare ‚durchdringen, durchlaufen, durchwandern‘) versteht man den Vorgang, bei dem ein Stoff (Permeat) einen Festkörper durchdringt oder durchwandert. Die Triebkraft ist ein Gradient des chemischen Potentiales des Permeates und wird regelmäßig in vereinfachten Modellen durch messbaren Konzentrations- oder Druckgradient ersetzt. Die Permeabilität wird als Maß der Permeation üblicherweise in der Einheit μg cm−2 min−1 angegeben.

## Beschreibung des Vorgangs
Ohne äußere Einflüsse bewegt sich das Permeat immer in die Richtung der geringeren Konzentration bzw. des niedrigeren Partialdrucks. Die Permeation verläuft in drei Teilschritten:
1. Sorption an der Grenzfläche: Gase, Dämpfe oder in Flüssigkeiten gelöste Chemikalien oder suspendierte Stoffe werden an der Oberfläche des Feststoffes aufgenommen.
2. Diffusion (durch den Festkörper): Das Permeat durchdringt (diffundiert) das feste Material durch Poren bzw. molekulare Zwischenräume.
3. Desorption: Das Adsorbat entweicht als Gas auf der anderen Seite des Feststoffes.

## Minderung der Permeation
Um das Eindringen und Diffundieren zu reduzieren, sollte der gewählte Stoff ein möglichst geringes freies Volumen (freien Platz zwischen den Molekülketten) besitzen. Dieses kann auch durch Zusatzstoffe oder eine gezielte Verarbeitung beeinflusst werden. Es ist zum Beispiel umso geringer, je höher die Kristallinität oder der Füllstoffgehalt eines Thermoplasten ist oder je höher der Vernetzungsgrad eines Duroplasten oder Elastomers ist. Eine weitere Maßnahme ist das Beschichten des Werkstoffs mit Materialien, die eine geringere Permeabilität aufweisen.

## Begriffe
- Permeat: Stoff, der durch einen Festkörper dringt (permeiert)
- Permeabilität: Grad der Durchlässigkeit eines Feststoffes, ein Maß für die Permeation durch den betreffenden Stoff. Beeinflusst wird diese Eigenschaft sowohl von der Art des Permeates als auch durch Druck, Temperatur, Dicke des Feststoffes und die Flächengröße.
- Semipermeabilität: Eigenschaft eines Stoffes, für manche Permeate durchlässig zu sein und für andere undurchlässig.
- Permeationsmessung: Messmethode zur Quantifizierung der Permeabilität eines Stoffes (für ein bestimmtes Permeat)
- Der Permeationskoeffizient  Q in m²/(s · Pa) ist eine Stoffkonstante, die angibt, welches Gasvolumen abhängig von Partialdruckdifferenz, Größe und Dicke des Probekörpers pro Sekunde durch diesen hindurchtritt. Der Permeationskoeffizient ist temperaturabhängig und wird nach DIN 53536 ermittelt.[2]

## Historisches

### Abbé Jean-Antoine Nollet (Physiker, 1700–1770)
Jean-Antoine Nollet wollte Wein luftdicht abschließen, verschloss dazu einen Behälter mit einer Schweinsblase und tauchte ihn zusätzlich in einem Wasserbad unter. Mit der Zeit stellte er fest, dass sich die Blase immer mehr nach außen wölbte. Als er sie schließlich aufstach, entlud sich ein enormer Druck. Aus Neugierde drehte er den Versuchsaufbau um, füllte in den Behälter Wasser und tauchte ihn in Wein. Wie zu erwarten, beobachtete er nun eine ähnliche Wölbung der Schweinsblase ins Innere des Behälters. Diese Versuchsergebnisse sind die ersten wissenschaftlichen Erwähnungen einer Art der Permeation (diese würde man später Semipermeabilität nennen).

### Thomas Graham (Chemiker, 1805–1869)
Thomas Graham wies die Abhängigkeit der Gasdiffusion von der Molaren Masse experimental nach. Er ist der Begründer des Grahamschen Gesetzes, das damit in direktem Zusammenhang steht.

### Richard Barrer (1910–1996)
Richard Barrer legte die Grundlagen für die heutige Permeations-Messtechnik. Er benutzte erstmals moderne wissenschaftliche Methoden, um die Permeation zu untersuchen. Damit legte er die Grundlage für die heute in der Prozesschemie essentiellen Permeationsmessungen.
Nach ihm ist das Barrer benannt, eine Einheit für die Gas-Permeabilität dünner Materialien.

## Permeation im Alltag
Im täglichen Leben gibt es zahlreiche Situationen, in denen Permeation eine wesentliche Rolle spielt:
- Verpackungen: Verpackungen sollen entweder völlig dicht sein (z. B. für Schokolade oder Bier) oder selektiv durchlässig (z. B. für Sauerstoff bei Erdbeeren). Daher ist die Kenntnis über die Permeation oder sogar die genaue Permeationsrate wichtig.
- Autoreifen: Der Druck im Autoreifen soll möglichst langsam sinken. Daher ist es interessant zu wissen, welches Gas am langsamsten durch welche Gummisorte permeiert.
- Isoliermaterialien: Zur Wärmedämmung ist z. B. die Wasserdampfdurchlässigkeit der verwendeten Materialien von Bedeutung. Auch die Isolierung von Unterseekabeln muss den Leiter vor Korrosion schützen.
- Kraftstoffsystem: Die Erfüllung gesetzlicher Auflagen im Automobilbereich, wie z. B. die Vorschriften von CARB (California Air Resource Board) zum Low Emission Vehicle LEV erfordert undurchlässige Barrierematerialien für Kraftstoffleitungen und Tanks.
- Versickern von Wasser auf landwirtschaftlichen Flächen, Makadam-Wegen, Gussasphalt-Gehsteigen
- Flüssiges Wasser und Wasserdampf von Regen und Körperschweiß durch Kleidung für Regen, Sport und gegen Kälte
- Luftballons aus Latex können dickwandiger hergestellt und mit Dichtmittel ausgestattet werden, solche aus Polyesterfolie sind in der Regel metallisiert, um insbesondere das leicht entweichende Helium nur langsamer entweichen zu lassen.

## Permeation in der Membrantechnik
In der Membrantechnik ist Permeat ein zentraler Begriff. Es bezeichnet bei Flüssigfiltrationen das durch die Filtration von z. B. Bakterien, Härtebildnern oder Schwermetallen befreite Fluid bzw. bei Gasfiltrationen das gereinigte oder abgereicherte Gas. Die bei der Filtration von der Membran zurückgehaltenen Stoffe werden Retentat (von lateinisch retentare = zurückhalten, festhalten) oder Konzentrat genannt.
Membranfiltrationsanlagen kommen zum Beispiel in der Lebensmittelindustrie und der Abwasserbehandlung oder Gastrennung zum Einsatz.

## Permeationsmessung
Folien und Membranen können sowohl mit beliebigen Gasen als auch mit Flüssigkeiten aller Art auf ihre Durchlässigkeit überprüft werden.

### Mit Gasen

Permeationsmessung mit Spülgasmethode

Die Messtechniken für Gase beinhalten alle ein zentrales Modul, das von der zu testenden Membran geteilt wird: Auf der „Feed-Seite“ wird die Messzelle mit dem Prüfgas überströmt, das übrige Retentat wird abgeleitet. Die auf der anderen Seite angekommene Menge des Gases (Permeat) wird vom Spülgas zu einem Detektor geführt, wo die Konzentration gemessen wird. Die Grafik links stellt dies schemenhaft am Beispiel einer Messzelle für Folien dar. Ober- und Unterteil der Zelle umschließen die zentrierte Membran. Ein O-Ring, der auf der Probe aufliegt, dichtet die Grenzfläche ab. Diese Art von Zellen ist meist aus Metall wie z. B. Edelstahl gefertigt.

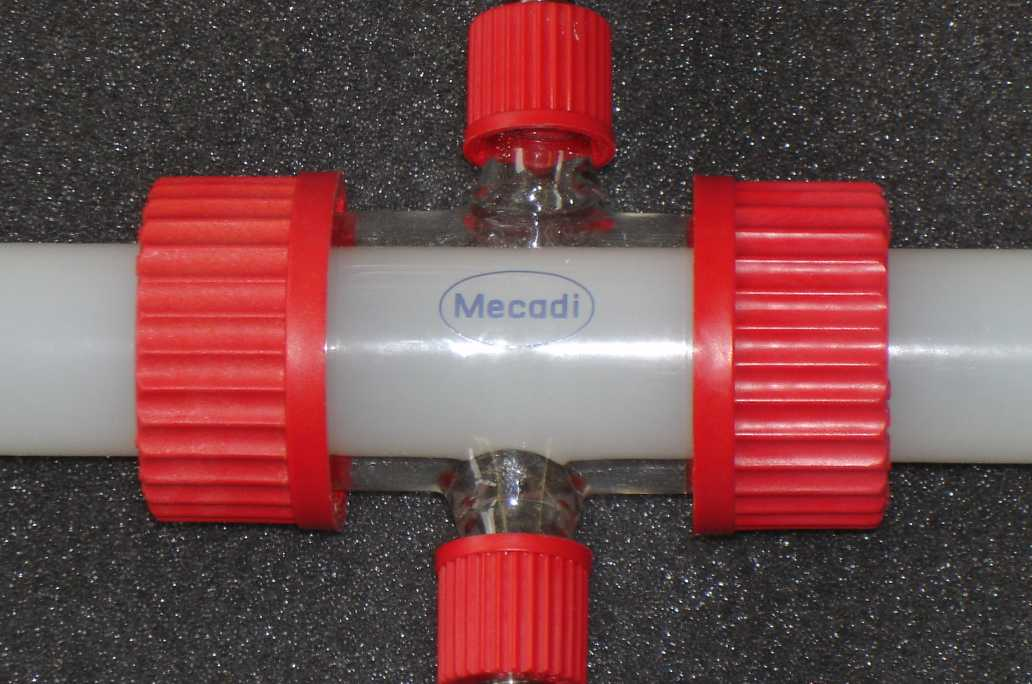
Messzelle für Rohre

Soll die Permeation an Rohren gemessen werden, muss die Zelle eine andere Geometrie haben, wie z. B. im Foto rechts, ähnlich einem Liebigkühler. Hier ist das innere weiße Rohr mit einem Gas oder einer Flüssigkeit gefüllt und das Permeat sammelt sich im Raum zwischen dem Prüfmuster und der Glaswand, wo es von einem Trägergas, das von unten nach oben durch diesen Zwischenraum strömt, einer Analyseeinheit zugeführt wird. Dort wird dann die Menge der permeierten Substanz bestimmt. Die Gaspermeabilität wird in der Einheit Barrer ausgedrückt.

### Mit Flüssigkeiten
Analog der Permeationsmessung bei Gasen wird in der Membrantechnik der sogenannte Wasserwert ermittelt. Er dient zur Charakterisierung der Leistungsfähigkeit einer Flüssigfiltrationseinheit und wird angegeben in l/(m²·h·bar).

### In der Hydrogeologie

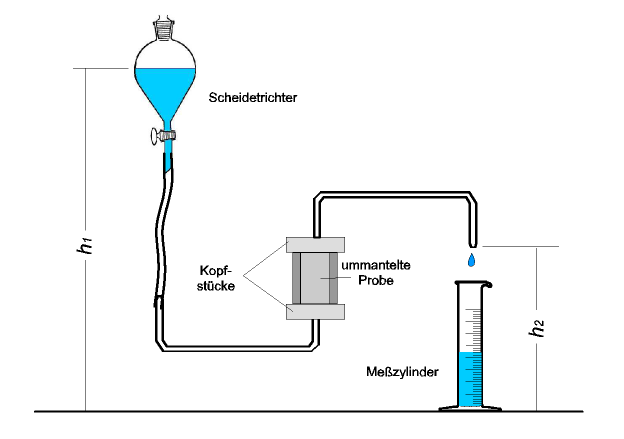
Bestimmung von Flüssigkeitspermeabilitäten

Dieser Laborversuch dient der Errechnung des Durchlässigkeitsbeiwertes und ist für die Einschätzung der Grundwasserneubildungsgeschwindigkeit und der Quellschüttung hilfreich. Er basiert auf Henry Darcy und folgt dem nach ihm benannten Gesetz:
{\displaystyle Q=-k_{\mathrm {f} }\cdot i\cdot A}
Mit:
Q – Wassermenge in m³/s
A – durchströmte Fläche in m²
kf – Durchlässigkeitsbeiwert in m/s
i – hydraulischer Gradient (auch hydraulisches Gefälle oder Potenzialgefälle) in m/m